# Miconia penicillata
Miconia penicillata är en tvåhjärtbladig växtart som beskrevs av Henry Allan Gleason. Miconia penicillata ingår i släktet Miconia och familjen Melastomataceae. Inga underarter finns listade i Catalogue of Life.